# استان خراسان

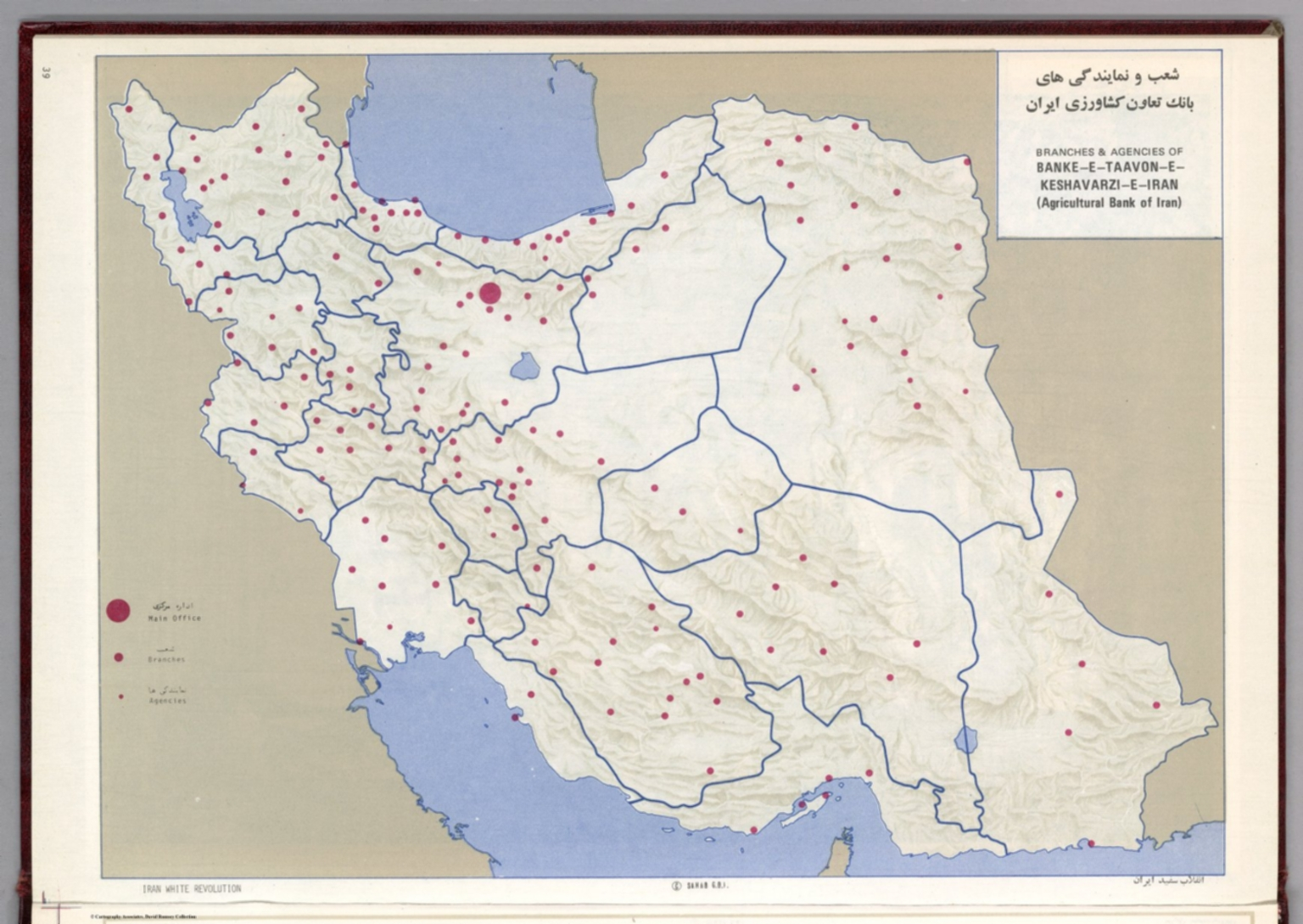
استان خراسان در نقشه سال ۱۳۵۱ خورشیدی

استان‌های خراسان ایران تا سال ۱۳۸۳ و قبل از تصویب قانون بحث‌برانگیز تقسیم استان خراسان با عنوان استان خراسان و با مرکزیت شهر مشهد شناخته می‌شدند. این استان تا قبل از تقسیم بزرگ‌ترین استان ایران بود، اما پس از آن به ۳ استان تقسیم شد و عنوان بزرگ‌ترین استان ایران به استان کرمان رسید.
استان‌هایی که از تقسیم استان خراسان به‌وجود آمده‌اند:
- استان خراسان رضوی با مرکزیت مشهد.
- استان خراسان شمالی با مرکزیت بجنورد.
- استان خراسان جنوبی با مرکزیت بیرجند.

اصطلاحاً به مجموع این سه استان استان‌های خراسان هم گفته می‌شود. هم‌اکنون به ترتیب شهرهای مشهد،نیشابور سبزوار سه شهر بزرگ استان‌های خراسان محسوب می‌شوند. همچنین شهرهای مشهد، نیشابور و سبزوار سه شهر پرجمعیت استان‌های خراسان هستند.
این استان از شمال شرقی تا شمال به کشور ترکمنستان، از شمال غربی به استان گلستان، از شرق به کشور افغانستان از غرب به استان‌های سمنان و اصفهان و یزد، از جنوب به استان سیستان و بلوچستان و از جنوب غربی به استان کرمان محدود می‌شد.

## جمعیت تاریخی
طبق تقسیمات کشوری ۱۳۲۹، استان خراسان ۱۱ شهرستان، ۴۵ بخش، ۱۸۰ دهستان، ۶۴۱۳ آبادی، ۲٬۶۸۵٬۵۴۰ نفر جمعیت و ۲۴۰٬۰۰۰ کیلومترمربع مساحت داشته است.

شهرستان‌های استان خراسان در سال ۱۳۹۹

| شهرستان     | بخش              | مرکز بخش    | دهستان‌ها                                                        | تعداد آبادی‌ها | جمعیت   |
| ----------- | ---------------- | ----------- | --------------------------------------------------------------- | ------------- | ------- |
| بجنورد      | مرکزی            | بجنورد      | مرکزی، نوده‌چناران، کبایر، گرمخان، گیفان                         | ۵۵۳           | ۳۲۱٬۴۸۰ |
| بجنورد      | اسفراین          | میان‌آباد    | میان‌آباد، جاجرم، سنخواست، شقان                                  | ۵۵۳           | ۳۲۱٬۴۸۰ |
| بجنورد      | مانه             | مانه        | جرگلان، سمقان، مانه                                             | ۵۵۳           | ۳۲۱٬۴۸۰ |
| بیرجند      | مرکزی            | بیرجند      | شهاباد، القورات، نهارجانات                                      | ۱۵۶۵          | ۲۳۲٬۷۶۵ |
| بیرجند      | درمیان           | درمیان      | مؤمن‌آباد، شاختات، طبس مسینا                                     | ۱۵۶۵          | ۲۳۲٬۷۶۵ |
| بیرجند      | خوسف             | خوسف        | مرکزی، قیس‌آباد، گل‌فریز                                          | ۱۵۶۵          | ۲۳۲٬۷۶۵ |
| بیرجند      | شوسف             | شوسف        | عربخانه، نهبندان                                                | ۱۵۶۵          | ۲۳۲٬۷۶۵ |
| بیرجند      | قائن             | قائن        | مرکزی، پسکوه، نیمبلوک، زهان، زیرکوه                             | ۱۵۶۵          | ۲۳۲٬۷۶۵ |
| تربت حیدریه | مرکزی            | تربت حیدریه | مرکزی، بالاولایت، پایین‌ولایت، بایک، زاوه                        | ۵۴۲           | ۱۹۷٬۰۲۷ |
| تربت حیدریه | فیض‌آباد و محولات | فیض‌آباد     | فیض‌آباد، ازغند                                                  | ۵۴۲           | ۱۹۷٬۰۲۷ |
| تربت حیدریه | رشخوار           | رشخوار      | سنگان، رشخوار                                                   | ۵۴۲           | ۱۹۷٬۰۲۷ |
| تربت حیدریه | کدکن             | کدکن        | بالارخ، پایین‌رخ                                                 | ۵۴۲           | ۱۹۷٬۰۲۷ |
| تربت حیدریه | خواف             | رود         | بالاخواف، پایین‌خواف، میان‌خواف، جلگه‌زوزن                         | ۵۴۲           | ۱۹۷٬۰۲۷ |
| دره‌گز       | مرکزی            | دره‌گز       | مرکزی                                                           | ۲۰۰           | ۵۷٬۷۹۰  |
| دره‌گز       | نوخندان          | نوخندان     | مرکزی، تکاب، درونگر، کلاته‌چنار                                  | ۲۰۰           | ۵۷٬۷۹۰  |
| دره‌گز       | چاپشلو           | چاپشلو      | قره‌باشلو، میانکوه                                               | ۲۰۰           | ۵۷٬۷۹۰  |
| دره‌گز       | لطف‌آباد          | لطف‌آباد     | لطف‌آباد                                                         | ۲۰۰           | ۵۷٬۷۹۰  |
| دره‌گز       | کلات             | کبودگنبد    | کبوگنبد، لاین، قلعه‌نو، پساکوه                                   | ۲۰۰           | ۵۷٬۷۹۰  |
| سبزوار      | مرکزی            | سبزوار      | مرکزی (قصبه)، سلطان‌آباد، رباط سرپوشیده، کراب                    | ۳۷۶           | ۲۰۳٬۴۳۹ |
| سبزوار      | صفی‌آباد          | صفی‌آباد     | مرکزی، بام، طبس، حکم‌آباد                                        | ۳۷۶           | ۲۰۳٬۴۳۹ |
| سبزوار      | جغتای            | جغتای       | براکوه، خسروشیر، نقاب، آزادوار، کهنه                            | ۳۷۶           | ۲۰۳٬۴۳۹ |
| سبزوار      | ششتمد            | ششتمد       | خواشید، ربع شامات، فروغن، هماتی، کیذقان، زمج، شامکان            | ۳۷۶           | ۲۰۳٬۴۳۹ |
| سبزوار      | داورزن           | داورزن      | باشتین، مزینان، کاهک                                            | ۳۷۶           | ۲۰۳٬۴۳۹ |
| فردوس       | مرکزی            | فردوس       | خانکوک، برون، مهوید، مصعبی، سرایان، سه‌قلعه                      | ۴۵۳           | ۵۵٬۸۷۸  |
| فردوس       | بشرویه           | بشرویه      | مرکزی، کرند، ارسک، اصغاک، موردستان، رقه، نیگنان                 | ۴۵۳           | ۵۵٬۸۷۸  |
| فردوس       | طبس              | طبس         | مرکزی، کریت، حلوان، جوخواه، دستگردان، اصفهک، یخاب، ده‌محمد       | ۴۵۳           | ۵۵٬۸۷۸  |
| قوچان       | مرکزی            | قوچان       | دوغائی، عسگرآباد، مزرج، کهنه‌فرود، شهر کهنه                      | ۴۹۴           | ۲۳۲٬۹۲۵ |
| قوچان       | باجگیران         | باجگیران    | جیرستان، پیچرانلو، قوشخانه، اوغاز، حصار اندوف                   | ۴۹۴           | ۲۳۲٬۹۲۵ |
| قوچان       | شاه جهان         | فاروج       | مایوان، خرق، چری، تیتکانلو، قره شاهوردی                         | ۴۹۴           | ۲۳۲٬۹۲۵ |
| قوچان       | شیروان           | شیروان      | باغان، دوین، قل‌جق، زیارت، زوارم، تکمران، تکمران، میلانلو، گلیان | ۴۹۴           | ۲۳۲٬۹۲۵ |
| کاشمر       | مرکزی            | کاشمر       | مرکزی، بالاولایت                                                | ۱۵۲           | ۱۰۷٬۹۰۲ |
| کاشمر       | ریوش             | ریوش        | سرکوه، تکاب                                                     | ۱۵۲           | ۱۰۷٬۹۰۲ |
| کاشمر       | خلیل‌آباد         | خلیل‌آباد    | رستاق، شش‌طراز                                                   | ۱۵۲           | ۱۰۷٬۹۰۲ |
| کاشمر       | بردسکن           | بردسکن      | کوهپایه، کنارشهر، برکال                                         | ۱۵۲           | ۱۰۷٬۹۰۲ |
| گناباد      | جویمند حومه      | گناباد      | مرکزی، زیبد، بیدخت، کاخک                                        | ۱۰۰           | ۸۷٬۳۴۱  |
| گناباد      | بجستان           | بجستان      | میان‌تکاب، لب‌کویر                                                | ۱۰۰           | ۸۷٬۳۴۱  |
| مشهد        | مرکزی            | مشهد        | چناران، بیزکی، دوزاب، چولایی‌خانه، تپادکان، رادخان، میان‌ولایت    | ۱۴۹۳          | ۹۵۰٬۰۰۰ |
| مشهد        | طرقبه            | طرقبه       | مرکزی، گلمکان، شاندیز، اردمه                                    | ۱۴۹۳          | ۹۵۰٬۰۰۰ |
| مشهد        | فریمان           | فریمان      | مرکزی، احمدآباد سرجام، پایین‌ولایت، بیوه‌ژن                       | ۱۴۹۳          | ۹۵۰٬۰۰۰ |
| مشهد        | تربت جام         | تربت جام    | کهریزنو، مرکزی (میان‌جام)، قلعه‌حمام، پایین‌جام                    | ۱۴۹۳          | ۹۵۰٬۰۰۰ |
| مشهد        | جنت‌آباد          | صالح‌آباد    | صالح‌آباد، جنت‌آباد، قلعه‌حمام                                     | ۱۴۹۳          | ۹۵۰٬۰۰۰ |
| مشهد        | سرخس             | سرخس        | کندکلی، نوروزآباد، شوریچه، مزدوران                              | ۱۴۹۳          | ۹۵۰٬۰۰۰ |
| مشهد        | تایباد           | یوسف‌آباد    | یوسف‌آباد پایین‌ولایت، مشهدریزه میان‌ولایت، شهرنو بالاولایت        | ۱۴۹۳          | ۹۵۰٬۰۰۰ |
| نیشابور     | مرکزی            | نیشابور     | ریوند، مازول، دربقاضی                                           | ۶۳۴           | ۴۵۲٬۰۰۰ |
| نیشابور     | فدیشه            | فدیشه       | طاغنکوه، عشق‌آباد، تحت‌جلگه                                       | ۶۳۴           | ۴۵۲٬۰۰۰ |
| نیشابور     | سرولایت          | چکنه        | کلیدر، بارمعدن، ماروسک، اربقایی                                 | ۶۳۴           | ۴۵۲٬۰۰۰ |
| نیشابور     | زبرخان           | قدمگاه      | اردوغش، باغشن، اسحق‌آباد                                         | ۶۳۴           | ۴۵۲٬۰۰۰ |

## استان‌ها

استان خراسان رضوی
استان خراسان شمالی
استان خراسان جنوبی

## دین و مذهب
مردم بخش مرکزی و غربی خراسان عمدتاً مسلمانِ شیعه (شیعه دوازده‌امامی) و بخش شرقی خراسان (تربت جام، صالح آباد، تایباد، باخرز، خواف، درمیان، سربیشه و بخشی از مردم سرخس، باخرز، بیرجند و طبس و زیرکوه) و همچنین راز و جرگلان در شمال خراسان مسلمان اهل سنت حنفی هستند. در بین شهرهای خراسان، سبزوار از جایگاه ویژه‌ای برخوردار است. این شهر یکی از چهار شهر نخست شیعه ایران است. علاوه بر این، تعدادی از شیعیان اسماعیلی (گروه‌های هفت امامی شیعیان) نیز در مناطقی میان مشهد و نیشابور سکونت دارند. از سویی دیگر، اقلیتی از ارامنه و یهود نیز وجود دارد. در خراسان، اسلام دین اکثریت مردم است. اسلام با فتح نیشابور توسط مسلمانان به شکلی خاص به خراسان وارد شد و بر خلاف جای‌های دیگر ایران، اسلام در خراسان بدون درگیری‌های مهمی اکثریت اهالی خراسان پذیرای دین اسلام شدند.

## هنر
نقش خراسان در تکوین و تدوین هنر اسلامی مخصوصاً در دوران طلایی اسلام بسیار بارز و ارزشمند است. معماری مساجد و زیارتگاه‌ها تجلی هنر معماری اسلامی در خراسان است. همچنین جلوه‌های هنر اسلامی در خراسان در سفال، فرش و نگارگری کاملاً بارز است.

### قالی بافی
تقریباً در بیشتر شهرها و روستاهای خراسان از گذشته تا امروزه قالیبافی هنر و صنعتی رایج بوده است. اهمیت قالیبافی در خراسان آن چنان است که در بازارهای شهرهای بزرگ خراسان بازار فرش نیز وجود دارد.
رواج قالیبافی در خراسان در دوران پس از اسلام است. این هنر در زمان سلطنت شاهرخ میرزا یکی از شکوفاترین ادوار تاریخی خود را گذرانیده است. در این زمان مراکز قالیبافی شهر هرات شهری فعال و متحول در کلیه زمینه‌های هنری ازجمله قالیبافی بود.
قسمت اعظم بافته‌های نخستین ایران در گذشته که به غرب صادر می‌شد از خراسان بوده است به‌ویژه فرش‌های باریک و دراز با نقشه هراتی و زمینه آبی رنگ.

### سفالگری
مرکز اصلی هنر سفالگری در خراسان نیشابور بوده است. بسیاری از پژوهشگران، بر این باورند که هنر برجای مانده در سفالینه‌های نیشابور، در ادامهٔ روند هنر دوره ساسانی بر روی فلز است که بررسی در مهارت ساخت و به کار بردن تزیینات و عبارات مختلف و تحول خط را بر روی سفالینه‌ها ممکن می‌سازد. هنر سفالگری نیشابور، علاوه بر تنوع در تکنیک‌های ساخت، دارای تنوع‌های تازه طراحی نقوش و خوشنویسی روی آن نیز هست که بیانگر قدرت و تسلط هنرمندان این هنر در خراسان و مرکز آن نیشابور بوده است. سده سوم و چهرم هجری را اوج هنر سفالگری در نیشابور بوده است و مراکز سفالگری در این شهر ازجمله مهم‌ترین مرکز هنر و صنعت سفال‌گری در ایران و خراسان در این دوره بوده است. در سال ۱۹۸۸ میلادی- سال ۱۳۶۷ شمسی طی پژوهش‌های باستان‌شناسی در نیشابور پیشینه سفال‌گری در خراسان و به‌طور کلی ایران مشخص شد.

## انرژی
ظرفیت تولیدی نیروگاه‌های نصب شده در سطح این سه استان در سال ۱۳۹۲ بیش از ۵٫۰۰۰ مگاوات بوده است.

## اماکن مذهبی

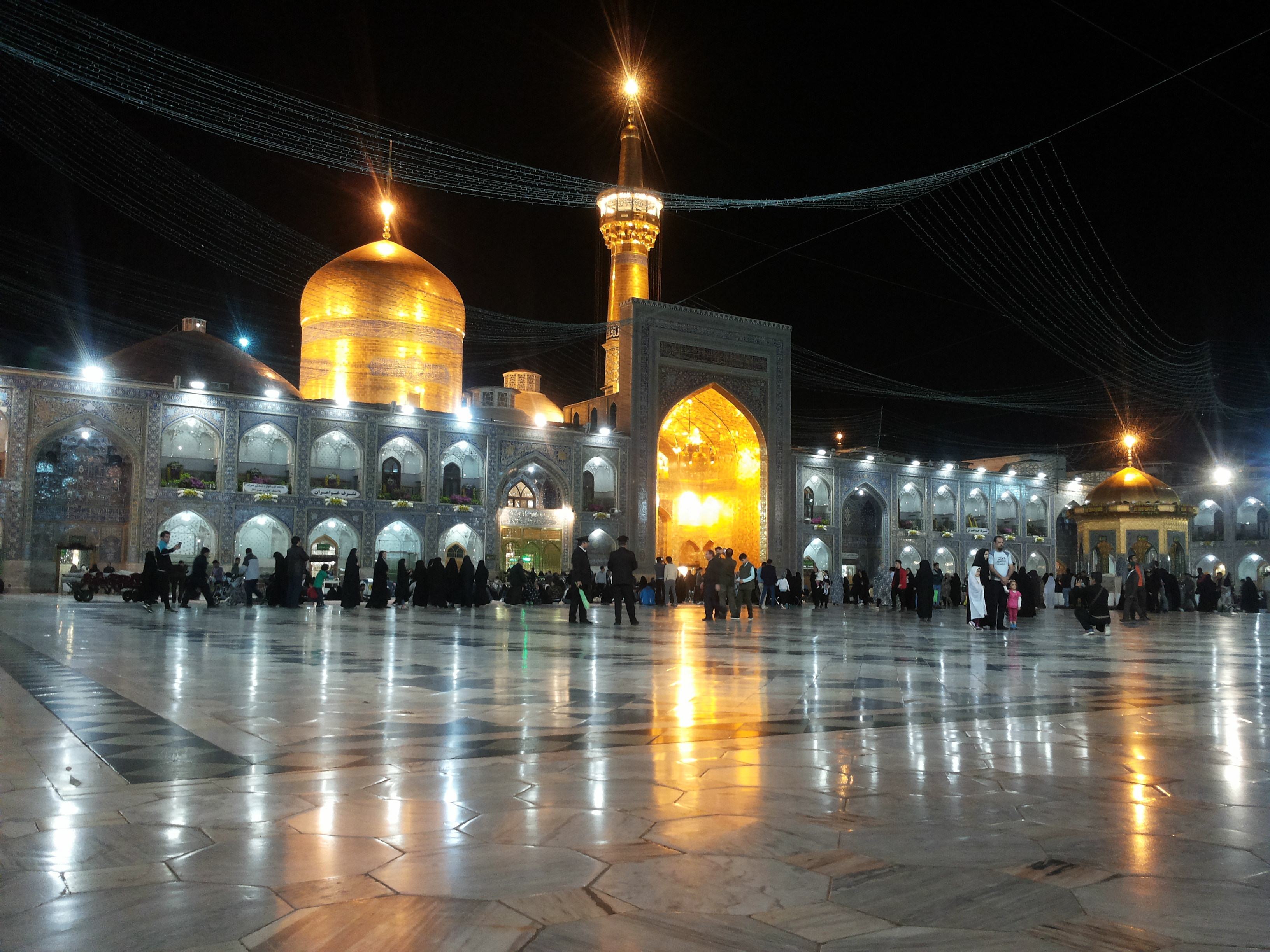
حرم امامِ هشتم شیعیان، علی بن موسی الرضا

استان خراسان مجموعاً دارای بیش از ۶۰۰ امامزاده (و آرامگاه) می‌باشد، که ازجمله آن حرم امام هشتم شیعیان علی بن موسی الرضا در شهر مشهد است. در این بین، خراسان رضوی با داشتن بیش از ۳۱۱ امکان مذهبی بیشترین مکان‌های مذهبی را در استان خراسان، در خود جای داده است. همچنین استان خراسان جنوبی دارای ۱۶۳ و خراسان شمالی ۱۴۳ اماکن مذهبی می‌باشند.

### مسجدها
- مسجد جامع سبزوار
- مسجد پامنار سبزوار قدیمی‌ترین مسجد خراسان بزرگ
- مسجد گوهرشاد مشهد
- مسجد گوهرشاد هرات
- مسجد جامع کاشمر
- مسجد جامع نیشابور
- مسجد عتیق در تربت جام
- مسجد مولانا در تایباد

### زیارتگاه‌ها

#### شیعیان
- حرم علی بن موسی:مهم‌ترین زیارتگاه‌ها در خراسان حرم علی بن موسی در شهر مشهد است. این شهر به‌جهت وجود حرم امام رضا، سالانه پذیرای بیش از ۲۰ میلیون زائر[۱۷] از داخل و یک میلیون زائر[۱۸] از خارج از کشور است.
- امامزاده سید مرتضی: مربوط به دوره خلفای عباسی و زمان ولیعهدی امام رضاست ولی بنای اولیه آرامگاه مربوط به دوره قاجار است. این مکان در انتهای بلوار سید مرتضی و در ابتدای جاده نیشابور واقع شده است. این مکان یکی از مکان‌های مهم مذهبی و گردشگری در کاشمر می‌باشد. سالانه بسیاری از شهرهای تربت حیدریه، نیشابور و کسانی که از جنوب می‌خواهند به مشهد و تهران بروند در این امامزاده اقامت می‌کنند.
- آرامگاه امامزاده شعیب: مربوط به دوره صفوی - دوره قاجار - دوره معاصر است و در سبزوار، مرکز قدیم شهر واقع شده و این اثر در تاریخ ۲۷ دی ۱۳۵۵ با شمارهٔ ثبت ۱۳۱۵ به‌عنوان یکی از آثار ملی ایران به ثبت رسیده است.[۱۹]
- امامزاده یحیی: آرامگاهی مربوط به دوره قاجار در سبزوار است که در تقاطع خیابان‌های بیهق و اسرار شمالی واقع شده است.[۲۰] این اثر در تاریخ ۱۰ مهر ۱۳۸۰ با شمارهٔ ثبت ۴۰۳۶ به‌عنوان یکی از آثار ملی ایران به ثبت رسیده است. امامزاده محمد محروق نیشابور

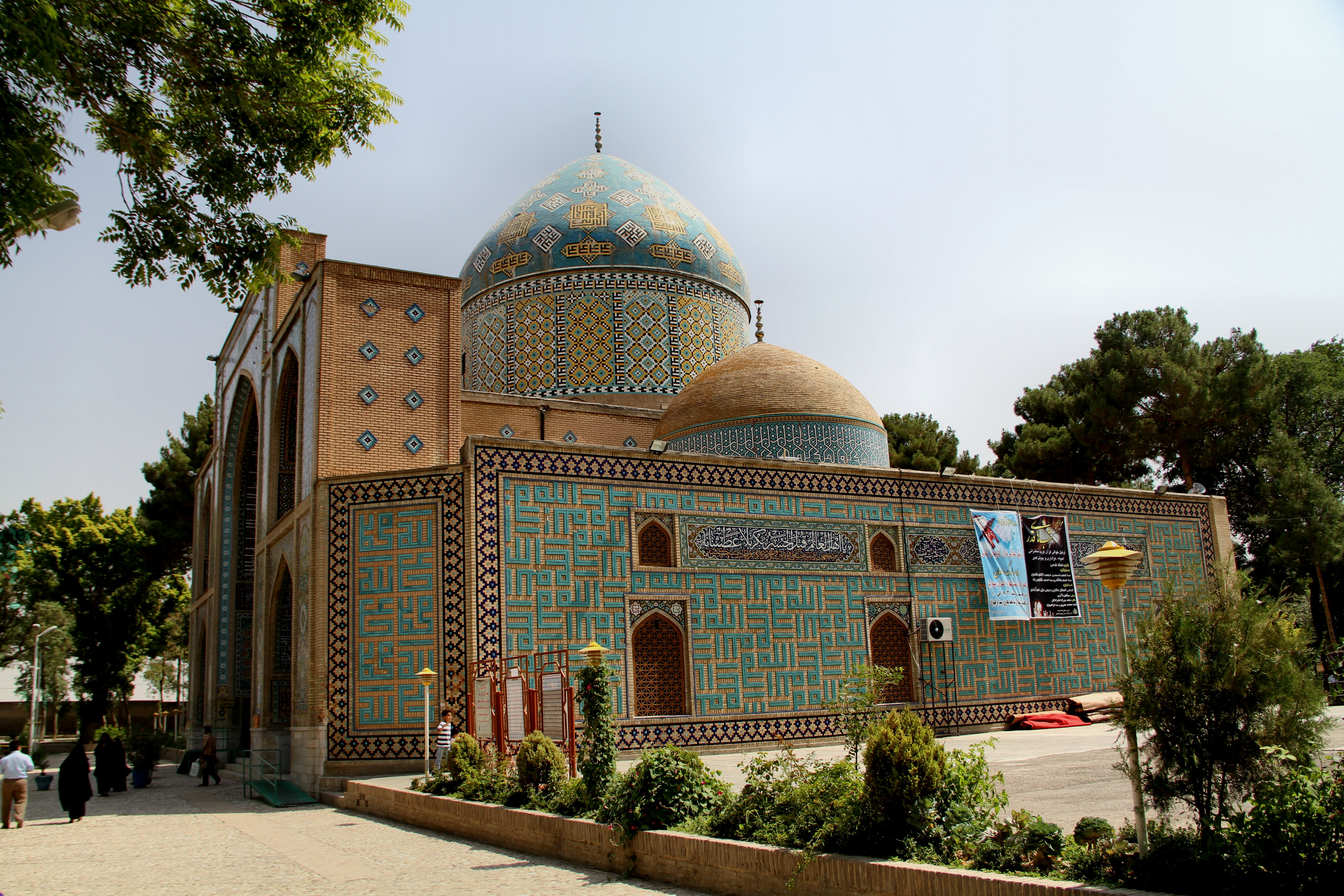
امامزاده محمد محروق نیشابور

- آرامگاه محمد محروق:از زیارتگاه و مساجد معروف خراسان آرامگاه محمد محروق در شهر نیشابور است. در این بقعه یکی از فرزندان موسی بن جعفر نیز مدفون است و سنگی مقدس از نگاه شیعیان نیز در این آرامگاه قرار دارد که اهمیت این زیارتگاه شیعیان را دوچندان کرده. این آرامگاه در شمار آثار تاریخی در ایران با نام «آرامگاه امام زاده محمد محروق و ابراهیم» به ثبت رسیده است.
- آرامگاه حمزه بن موسی: در مرکز شهر کاشمر در باغی به مساحت هشت هکتار مشهور به باغمزار با درختان سرو چند صد سالهٔ، بقعه و بارگاهی که با زیر بنای دو هزار متر مربع مشتمل بر گنبد خانه، گلدسته‌ها، رواق‌ها و… در محل باغمزار بنا شده منسوب به مدفن حمزه بن موسی بن جعفر بن موسی کاظم است.

#### اهل سنت و صوفیان
- آرامگاه قاسم بن محمد بن ابوبکرالصدیق در ۲۹ کیلومتری غرب تایباد واقع شده است و بنای خشت و گلی است و احتمالاً مربوط به دوران صفویه می‌باشد.
- آرامگاه شیخ‌احمد جامی با قدمتی نزدیک به ۸۰۰ سال در شهر تربت جام قرار دارد و مدفن احمد جامی است. این آرامگاه از زیارتگاه‌های صوفیان در خراسان به حساب می‌آید.
- آرامگاه عطار نیشابوری که مدفن محمد عطار نیشابوری است در شهر نیشابور قرار دارد. آرامگاه عطار از بناهای دوره امیر علیشیر نوایی است و در سده نهم هجری ساخته شده است. بنای کنونی آرامگاه دارای هشت ضلع و گنبدی کاشی کاری شده و چهار در ورودی است. در نمای بیرونی آن چهار غرفه کاشی کاری شده تعبیه شده است و در وسط بقعه، قبر عطار و یک ستون هشت ترکی به ارتفاع ۳ متر وجود دارد.
- آرامگاه سلطانعلیشاه این بنا در شهر بیدُخت گناباد در خراسان است. اهمیت این بنا همانند دیگر بناهای خراسان به شخص مدفون در آن ارتباط دارد. هر ساله در مناسبت‌های مختلف صوفیان (به‌ویژه سلسله نعمت‌اللهی) برای زیارت به این شهر بیدُخت گناباد برای زیارت آرامگاه سلطانعلیشاه می‌روند.

## نگاره‌ها

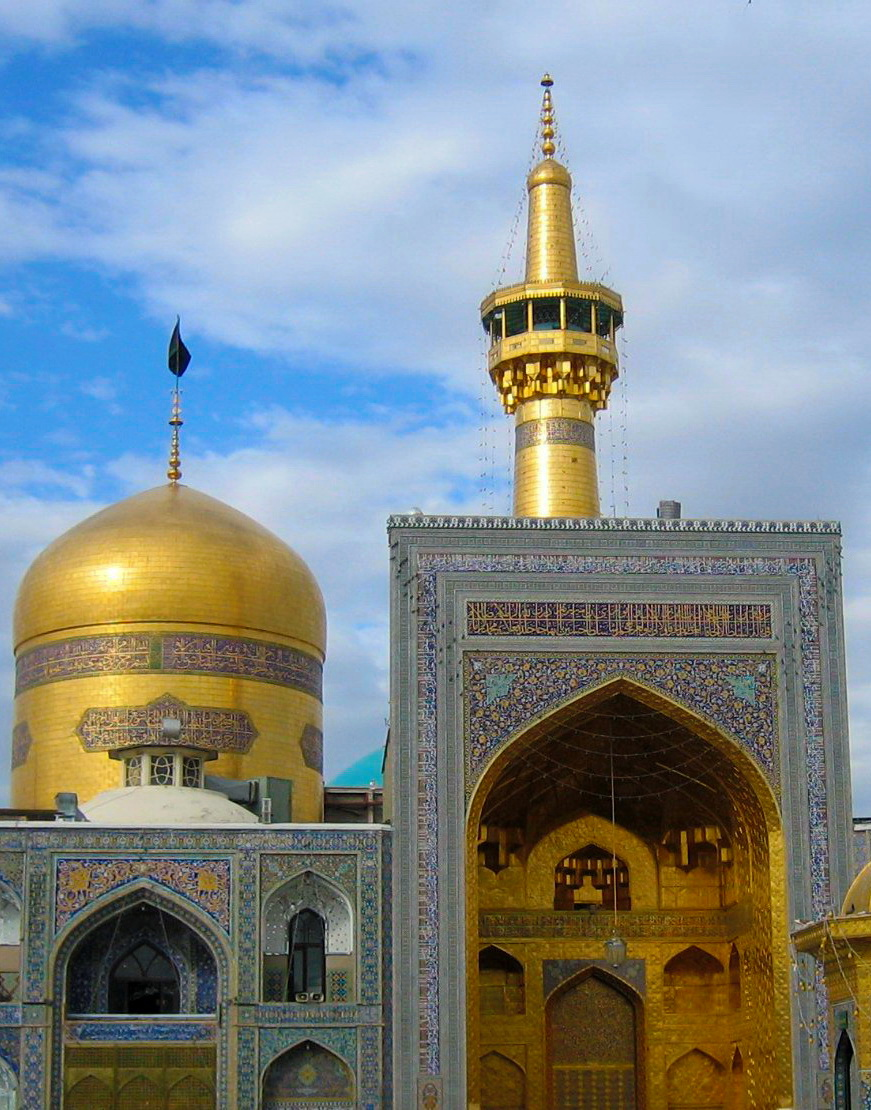
مشهد
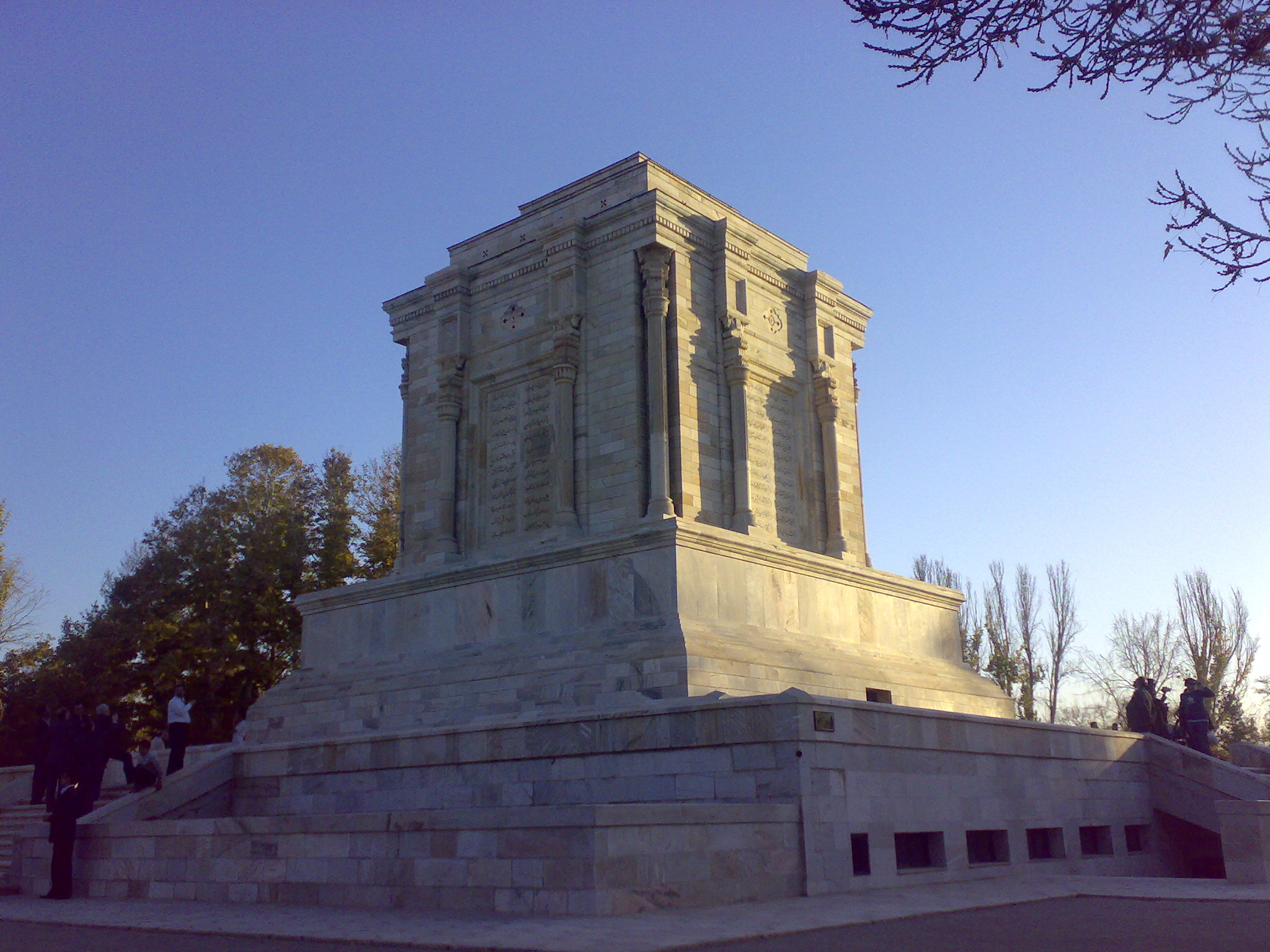
مشهد
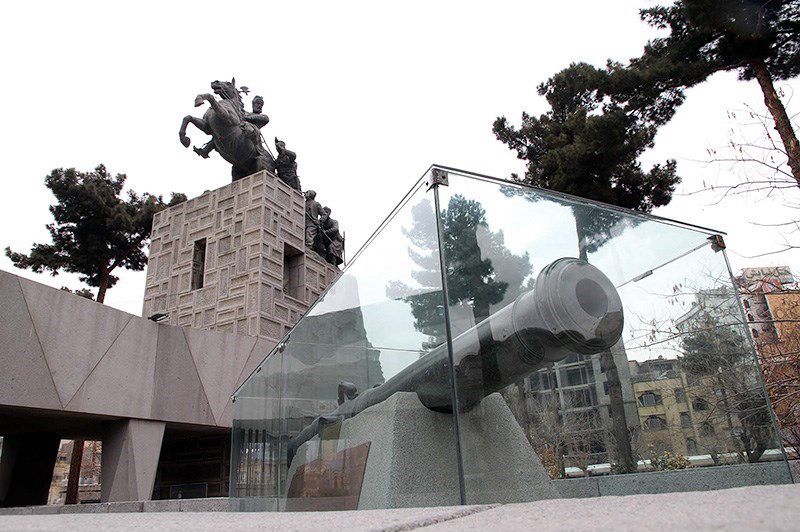
مشهد
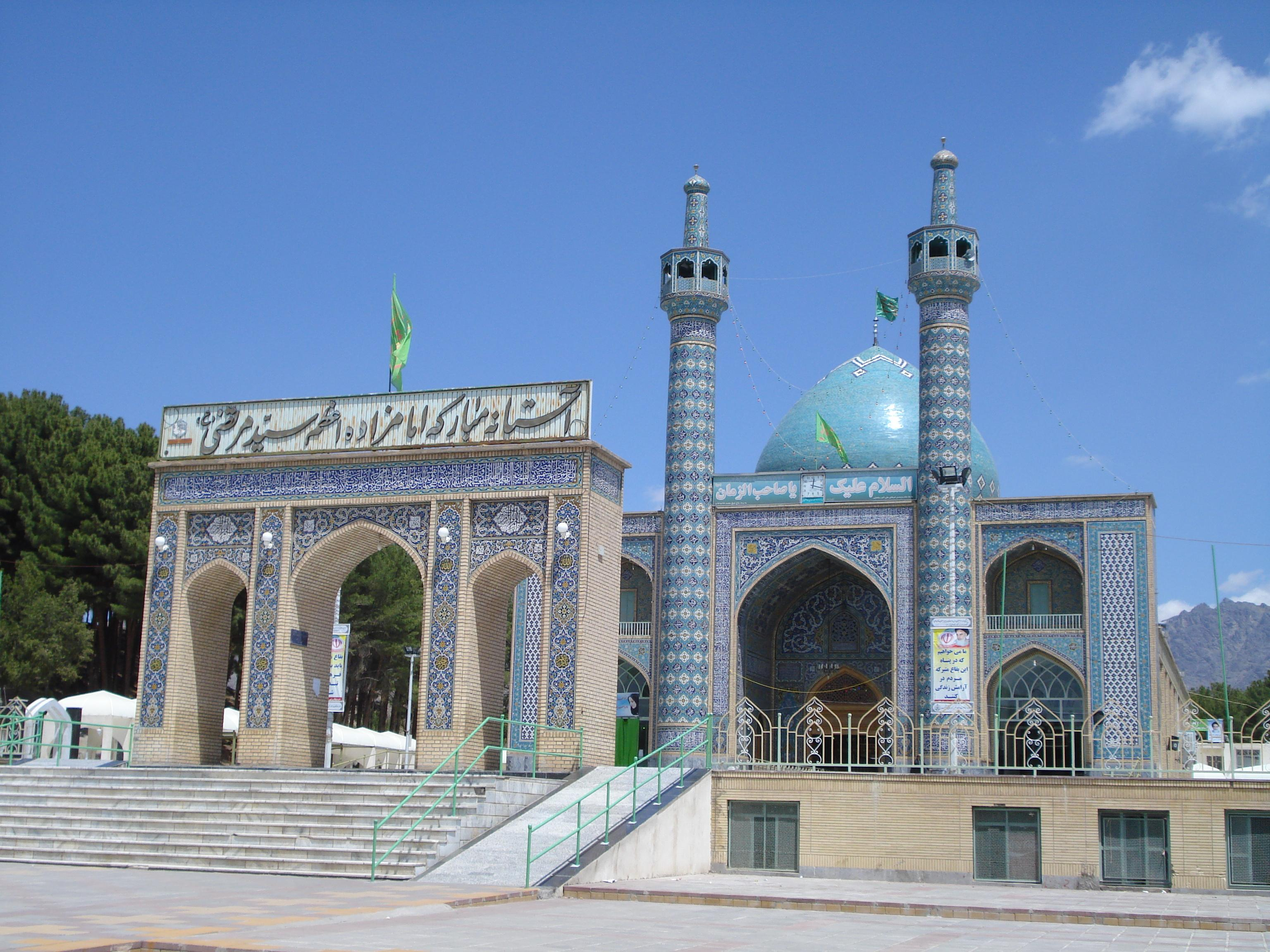
کاشمر
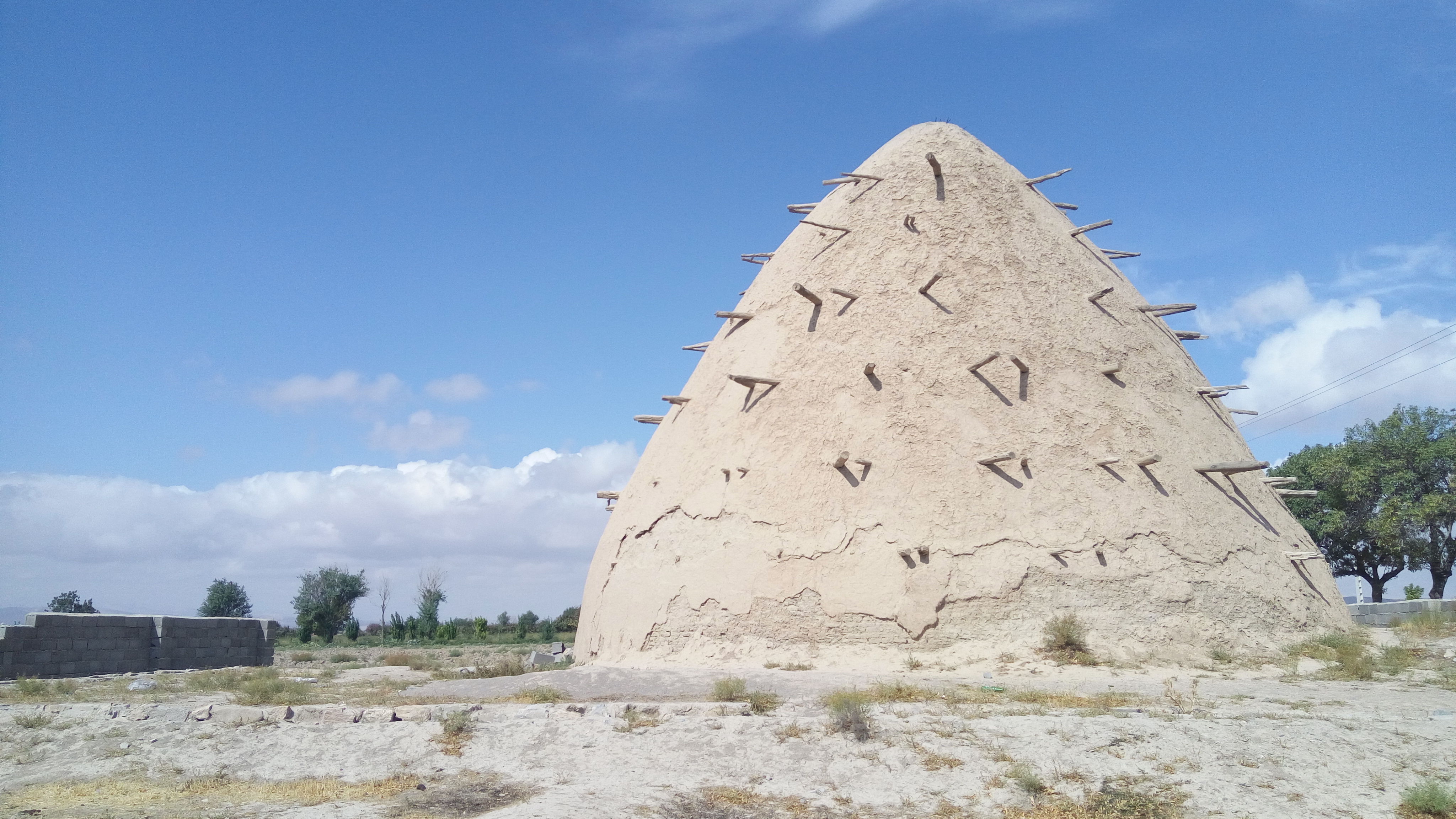
قوچان
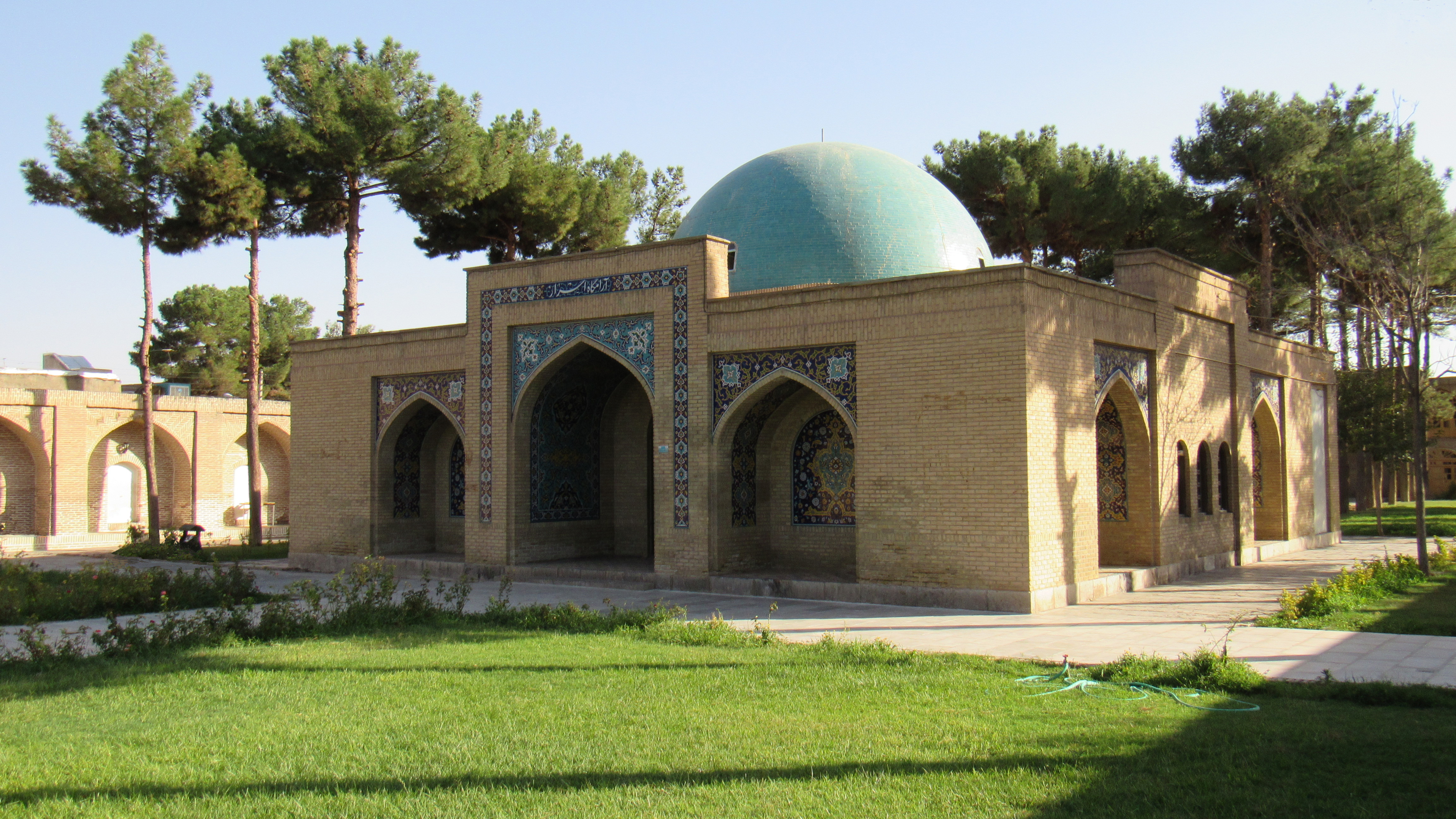
سبزوار
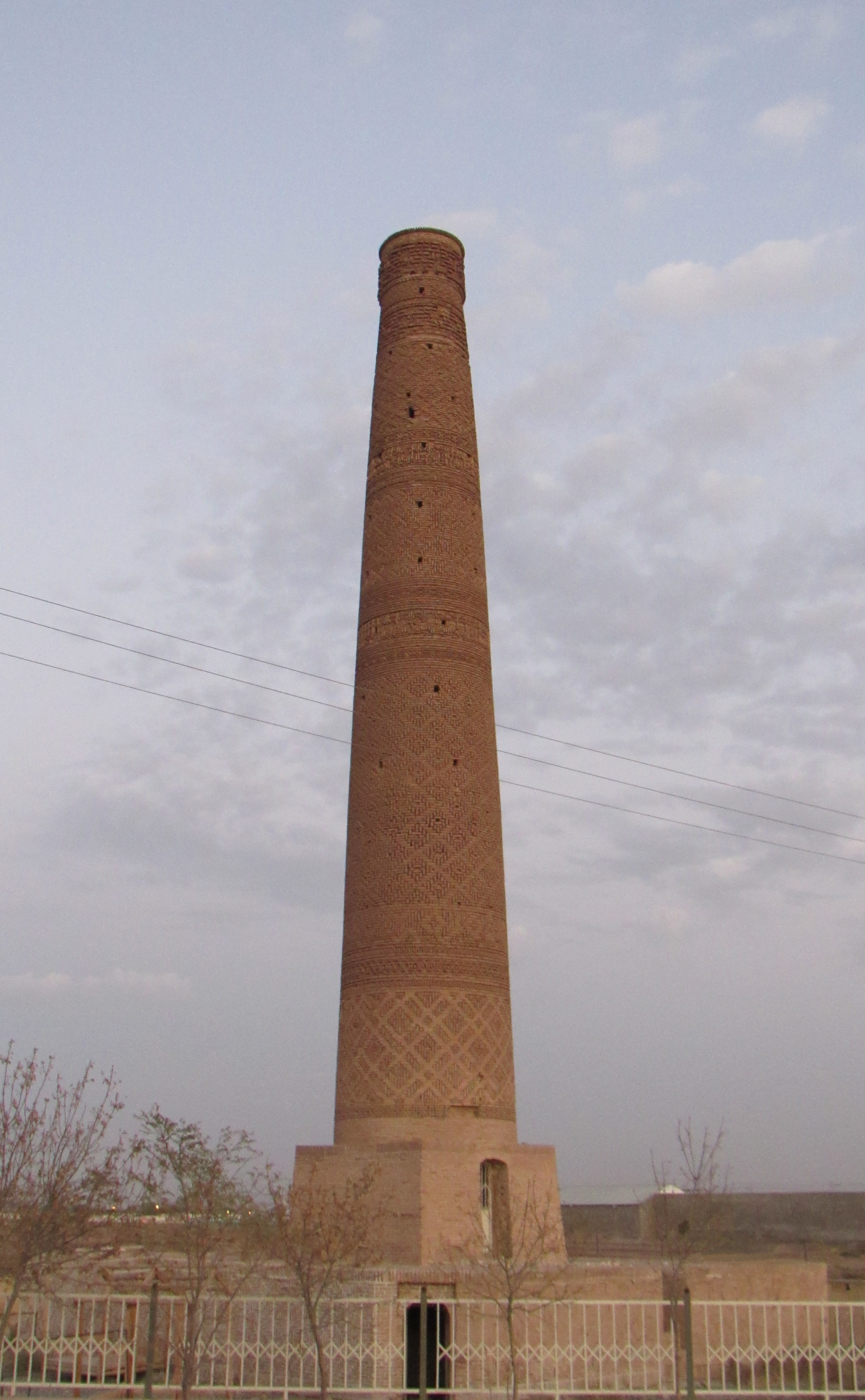
سبزوار
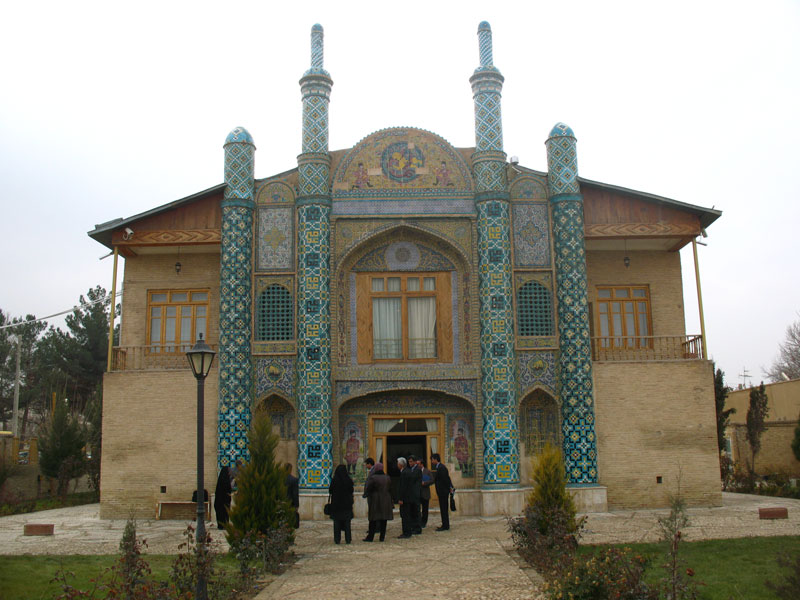
بجنورد
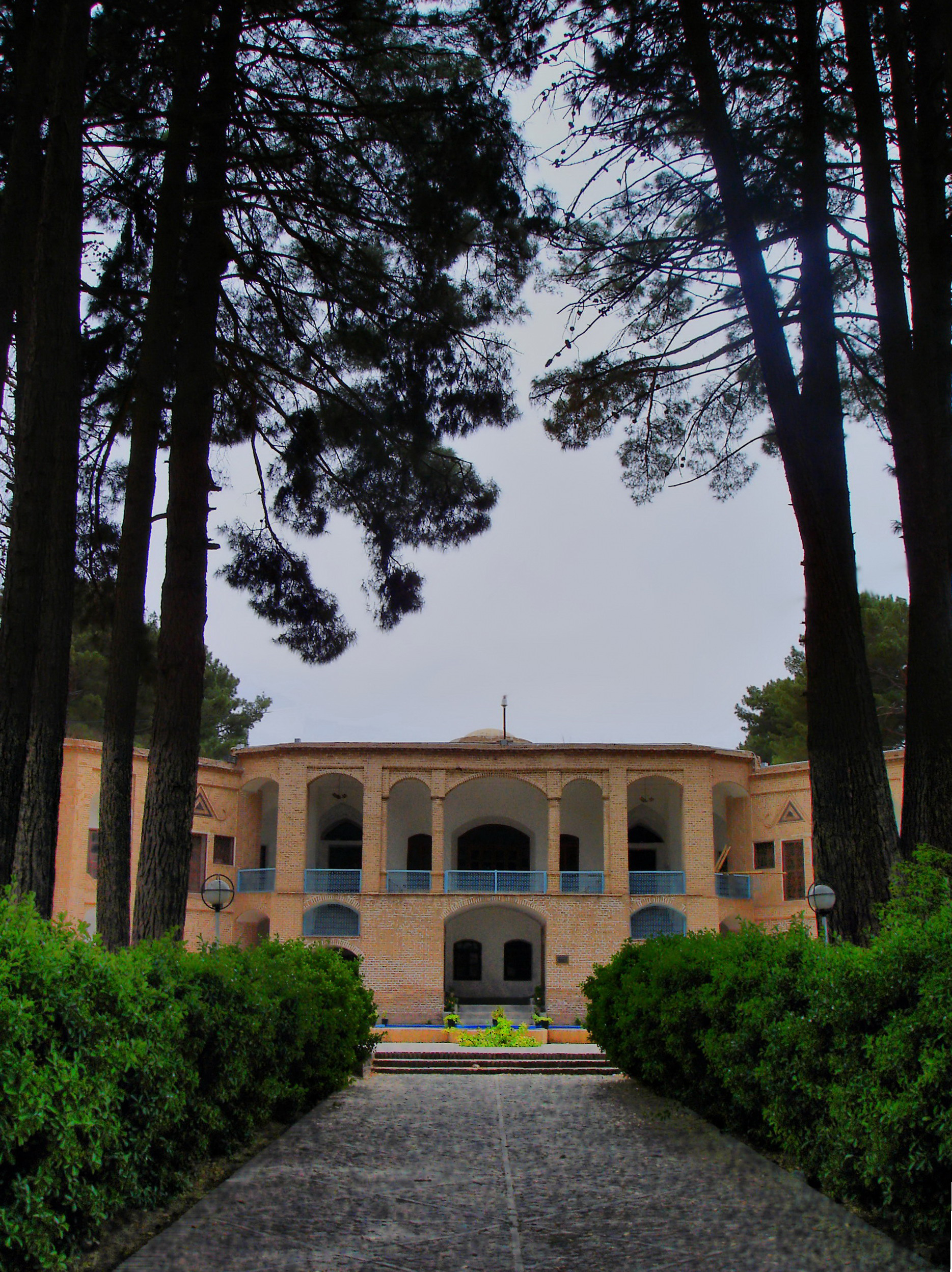
بیرجند
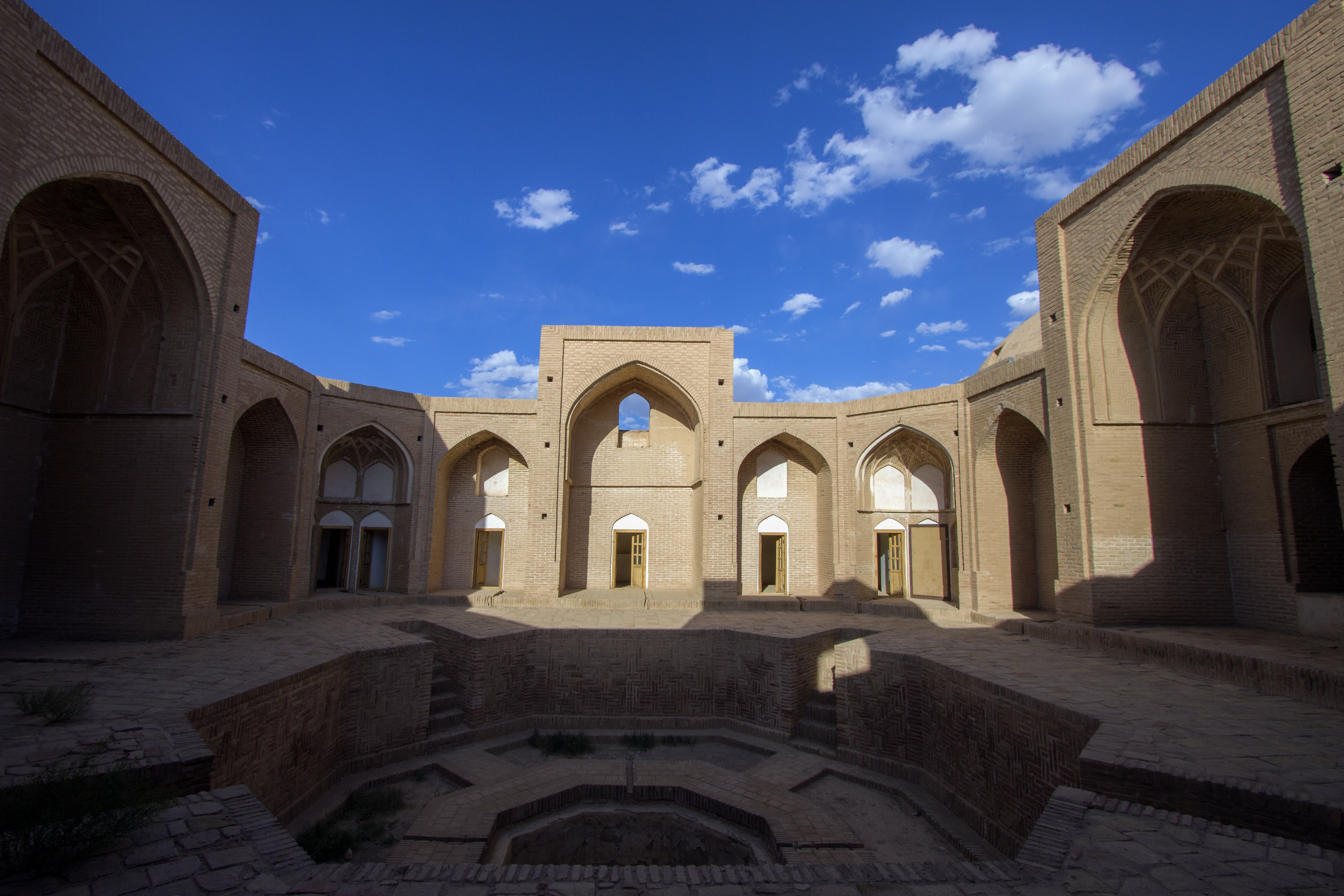
فردوس
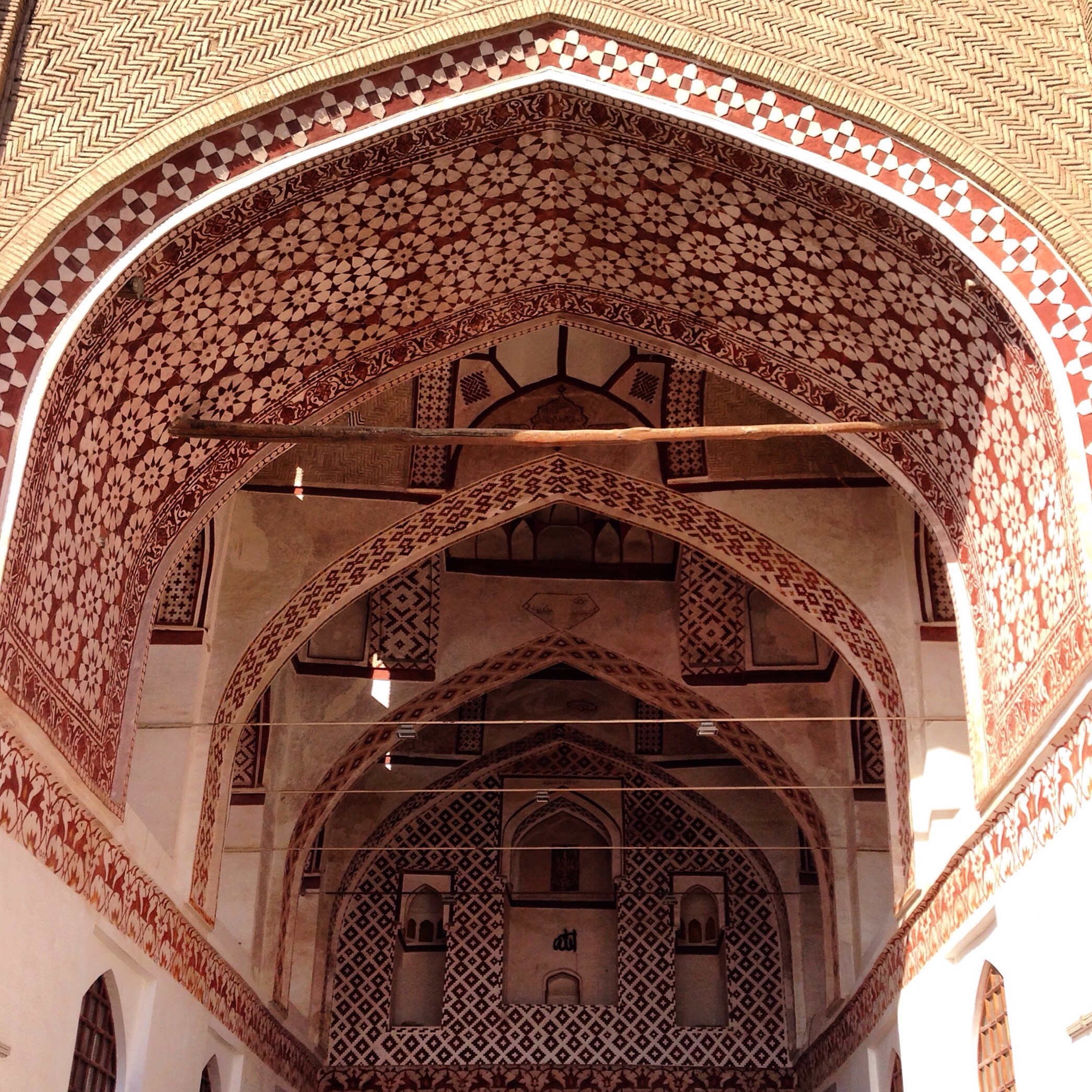
قاین
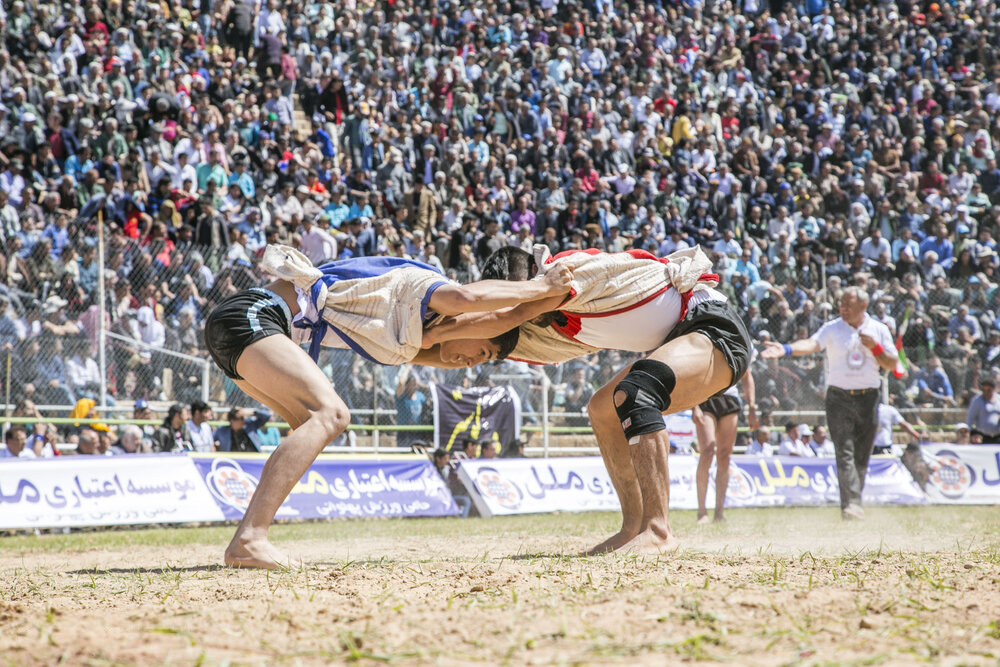
اسفراین
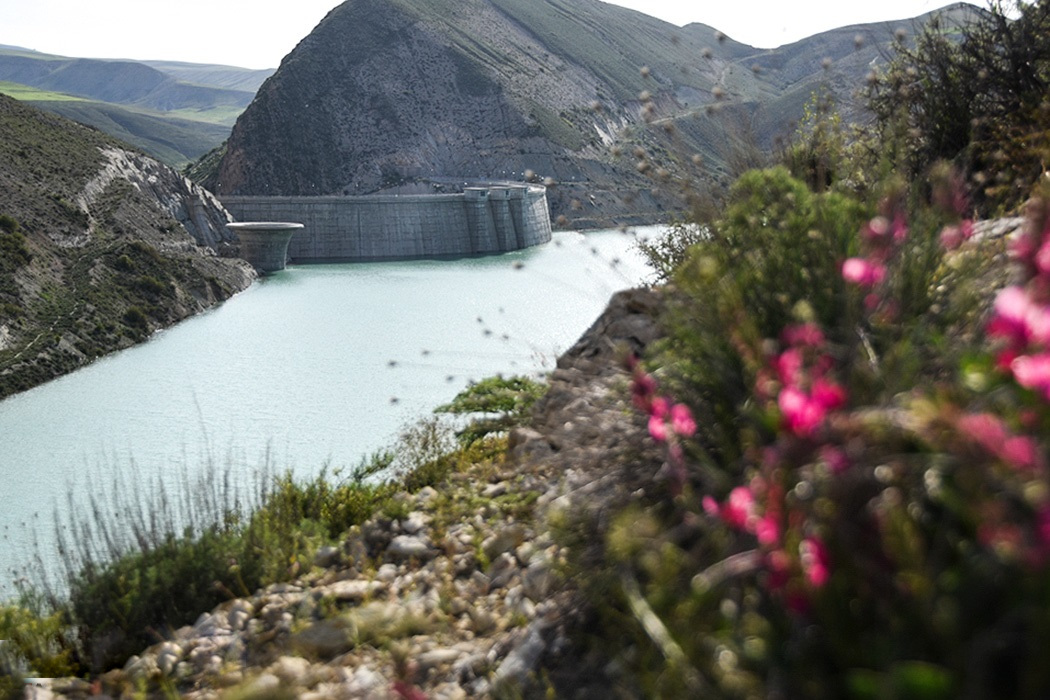
شیروان
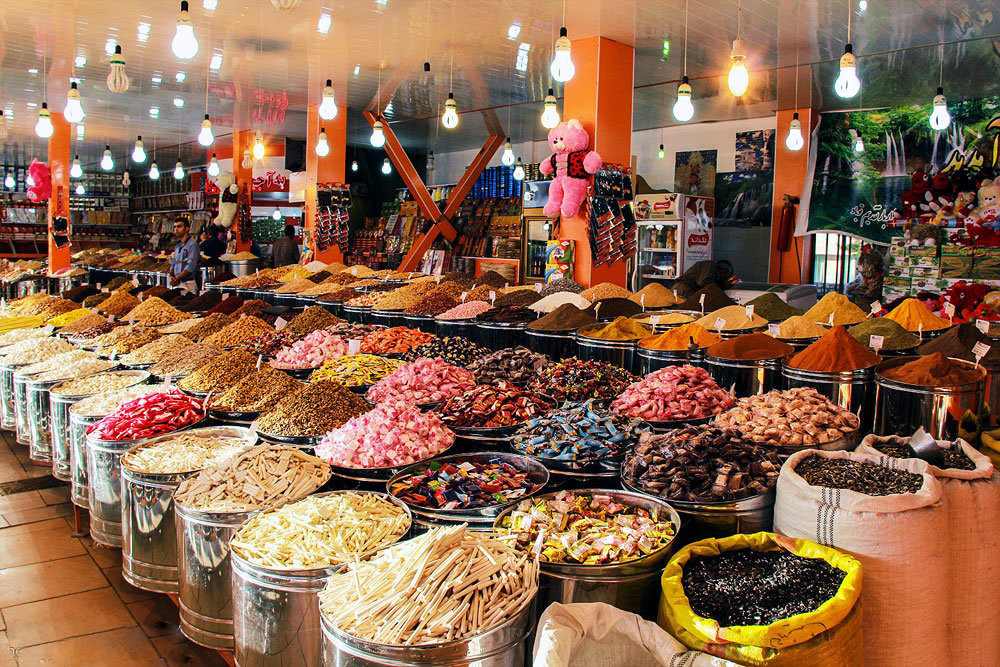
فاروج
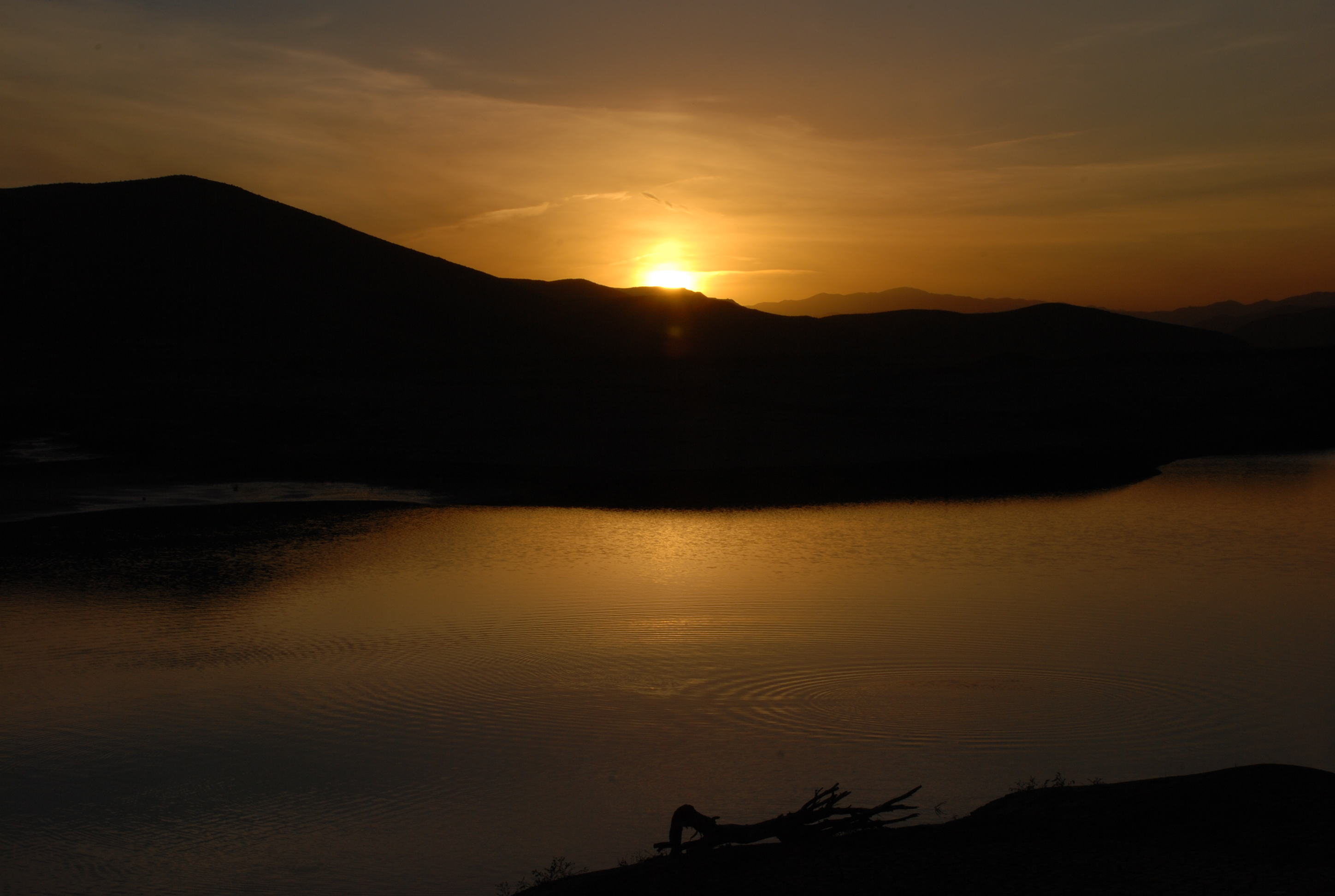
فریمان
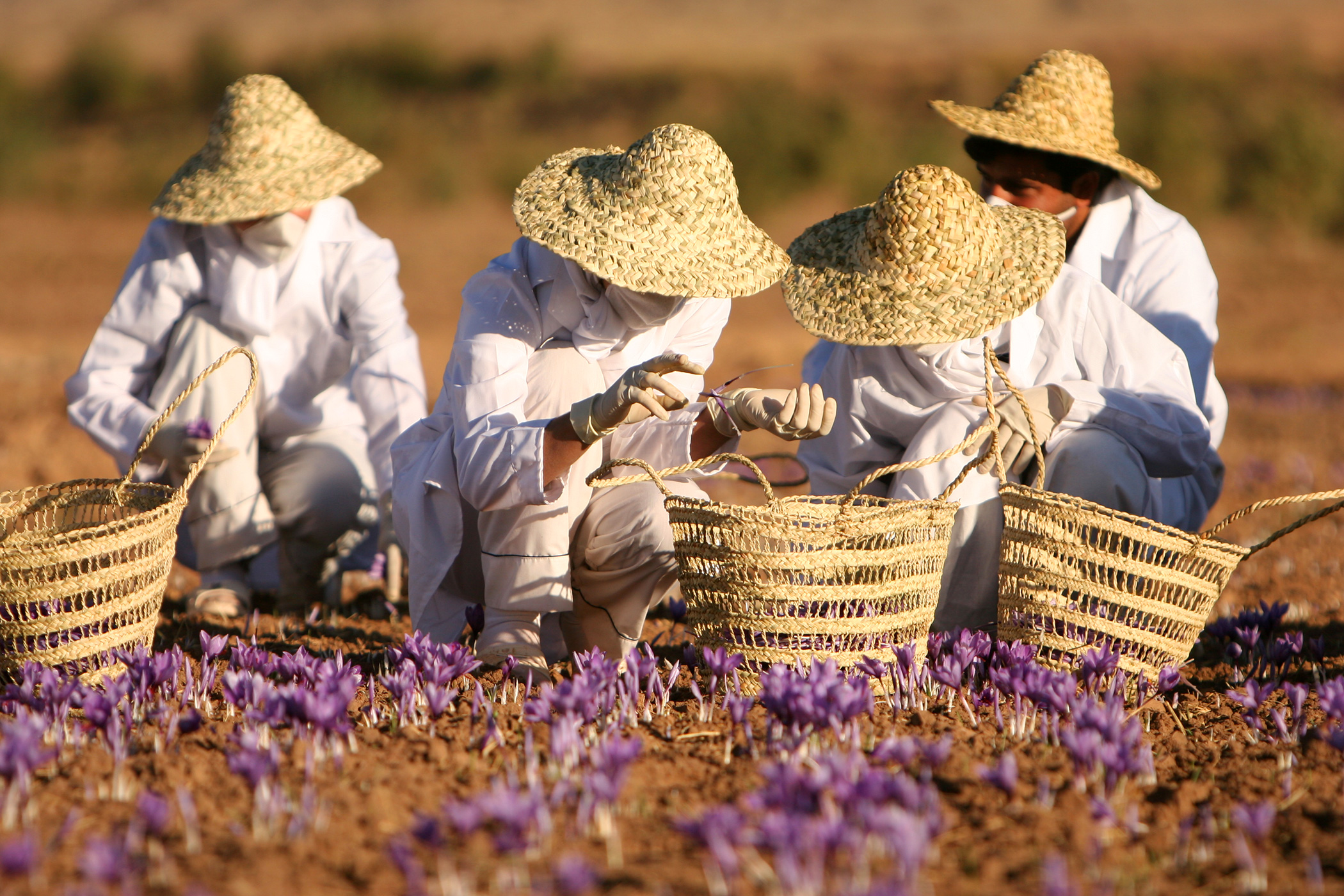
تربت حیدریه
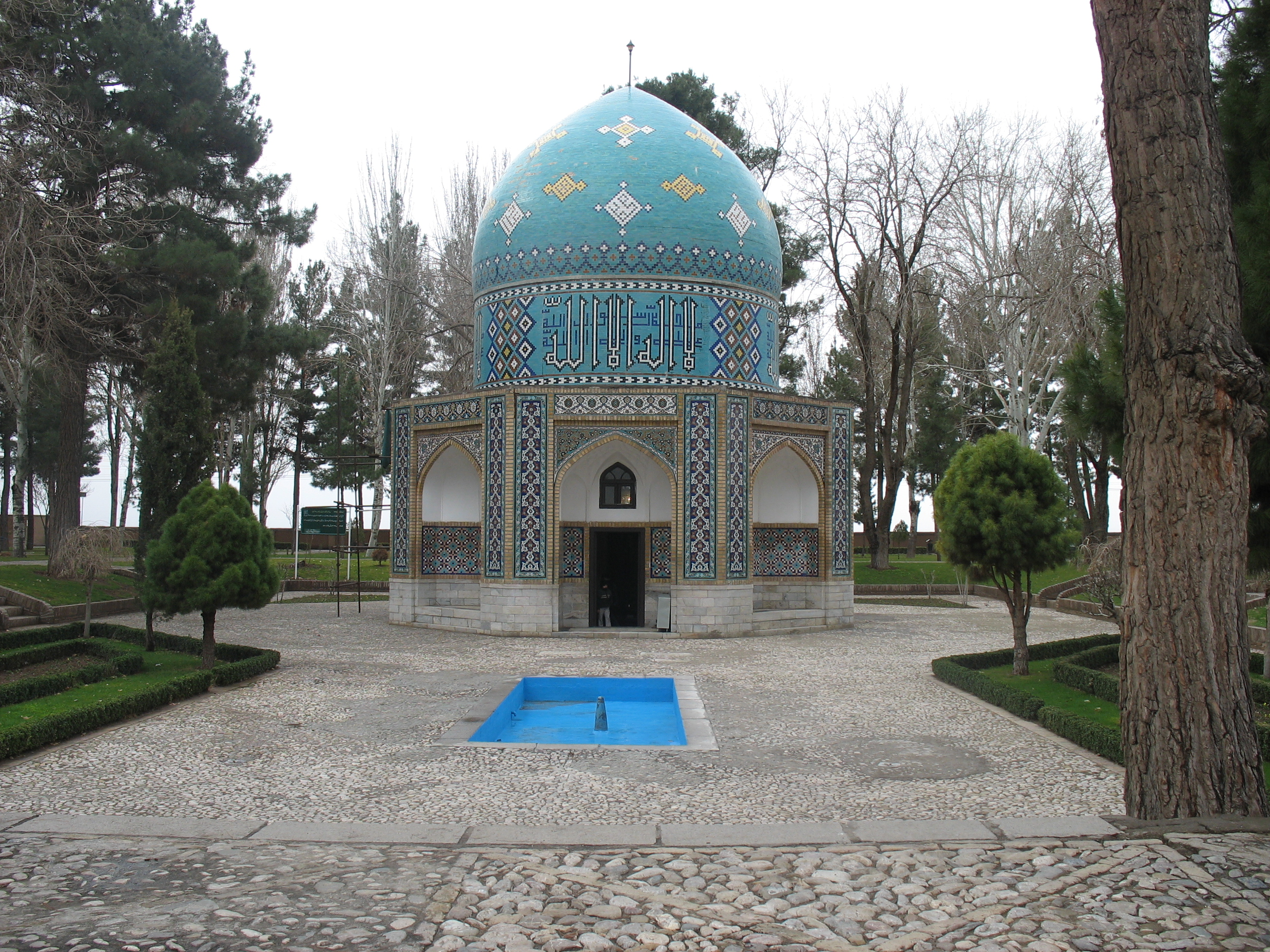
نیشابور
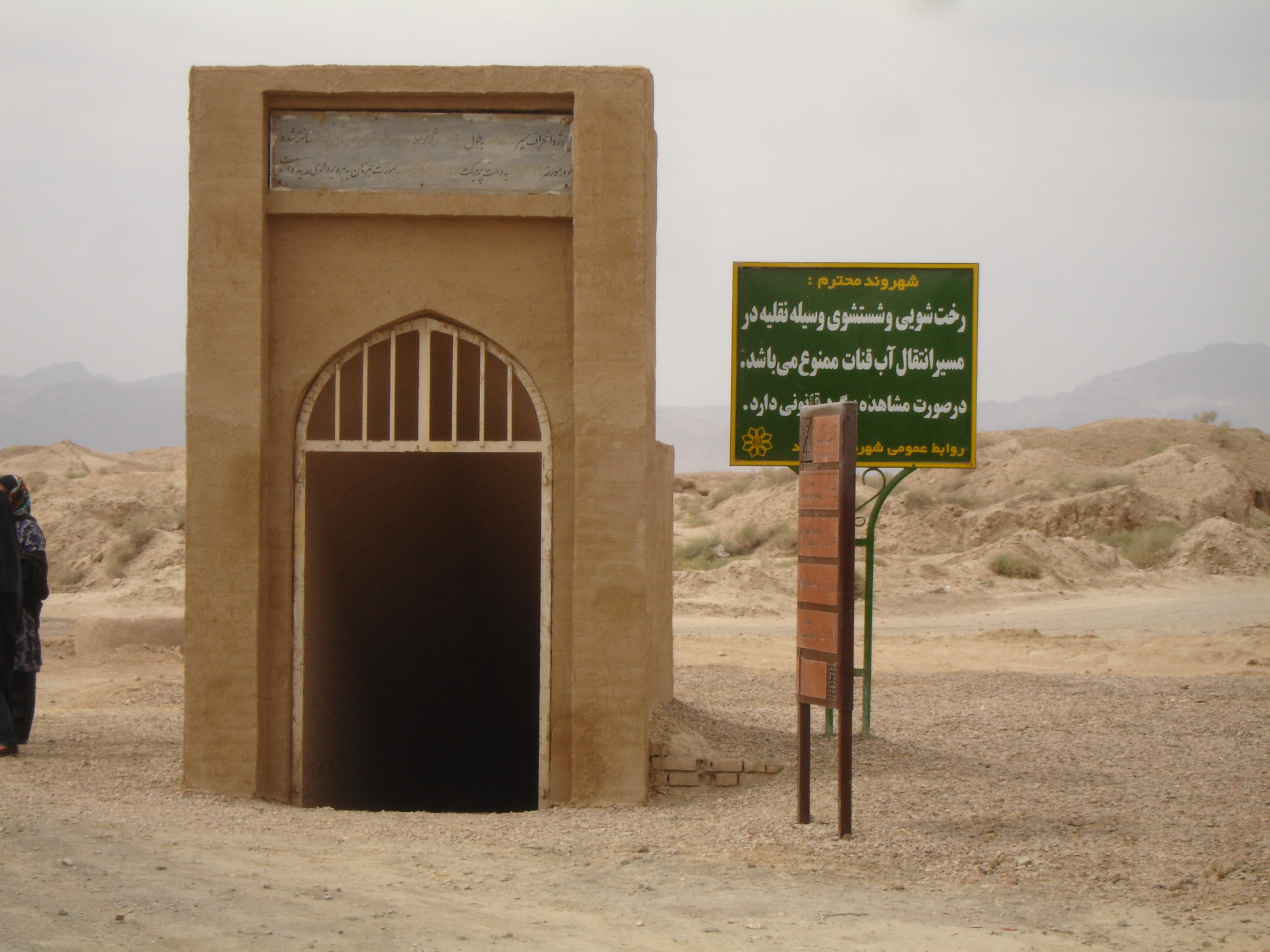
گناباد